# Montjoie Saint Denis!

Brasão de armas do Reino da França com o lema real: "Montjoie Saint-Denis!"

Montjoie Saint Denis! (pronúncia em francês: [mɔ̃tʒwa sɛ̃ d(ə).nis]) foi o grito de guerra e lema do Reino da França (incluindo a Restauração francesa). 
Supostamente se referia ao lendário estandarte de Carlos Magno, o Oriflamme, que também era conhecido como "Montjoie" (francês antigo: Munjoie) e foi mantido na Abadia de Saint-Denis, em última instância em referência a São Dionísio, embora existam explicações alternativas (veja abaixo). 
O grito de guerra foi usado pela primeira vez durante o reinado de Luís VI de França (r. 1108–1137), o primeiro portador real do Oriflamme.

## Etimologia de "Montjoie"
A etimologia do termo "Montjoie" é incerta e debatida, com três hipóteses principais para sua origem. É gravado pela primeira vez em A Canção de Rolando (século XII). A Enciclopédia Católica sugeriu que se originou em um termo para marcar pedras ou marcos colocados na beira da estrada, em latim tardio conhecido como mons Jovis ("montanha de Júpiter "), que cerca de 1.200 em francês médio aparece como monjoie. De acordo com a Enciclopédia, os marcos eram usados pelos guerreiros como locais de reunião e eram aplicados ao Oriflamme, por analogia, porque guiava os guerreiros para o combate como se encontrassem pelos referidos marcos. 

### Hipóteses alternativas
"Montjoie" também foi proposto como derivado de uma fonte germânica, * mund gawi ("pilha de pedras"), supostamente usado como um grito de guerra no sentido de "mantenha a linha!". Alternativamente, foi proposto como derivando de * mund galga, de mund ("proteger") e galga ("cruz", já que os peregrinos costumavam afixar crucifixos nessas pedras). Charles Arnould afirmou que a palavra se originou em gaulês * mant- ("caminho") e gauda ("pilha de pedras").